# Lueng Guci Rumpong
Lueng Guci Rumpong is een bestuurslaag in het regentschap Pidie van de provincie Atjeh, Indonesië. Lueng Guci Rumpong telt 446 inwoners (volkstelling 2010).